# Трновець (Медводе)
Трновець (словен. Trnovec) — поселення в общині Медводе, Осреднєсловенський регіон, Словенія.
Висота над рівнем моря: 447,7 м.